# Anton Rogan
	Anthony "Anton" Gerard Patrick Rogan (født 25. marts 1966 i Belfast, Nordirland) er en nordirsk tidligere fodboldspiller (forsvarer). 
Rogan spillede fem sæsoner i skotske Celtic, og vandt både det skotske mesterskab og landets pokalturnering med klubben i 1988. Senere i karrieren tilbragte han en årrække i engelsk fodbold, for klubber i de lavere rækker i landet.
Rogan spillede 18 kampe for Nordirlands landshold. Han debuterede for holdet i en EM-kvalifikationskamp mod Jugoslavien 14. oktober 1987, mens hans sidste landskamp var en VM-kvalifikationskamp mod Tyskland 9. november 1998.

## Titler
Skotsk mesterskab
- 1988 med Celtic

Skotsk pokal
- 1988 og 1989 med Celtic